# Bogny-sur-Meuse
Bogny-sur-Meuse is een gemeente in het Franse departement Ardennes in de regio Grand Est. De gemeente telde 4.947 inwoners op 1 januari 2022. De gemeente maakt deel uit van het arrondissement Charleville-Mézières.

## Geschiedenis
De gemeente is op 1 januari 1967 gevormd door de fusie van Braux, Château-Regnault-Bogny en Levrézy, deze plaatsen kregen de status van commune associée.
Château-Regnault werd genoemd naar het kasteel dat hier boven de Maas werd gebouwd. Braux en Château-Regnault waren in de 17e eeuw parochies terwijl er in Levrézy enkel een kapel was die bediend werd door de pastoor van Braux. Pas in 1778 werd Levrézy ook een parochie. Bogny, dat zijn naam gaf aan de fusiegemeente, was maar een gehucht van Château-Regnault. In 1888 kreeg die gemeente de nieuwe naam Château-Regnault-Bogny.
De metaalindustrie was hier belangrijk. In 1884 werd de firma Manufacture Ardennaise opgericht door Emile Despas (1846-1925) in Levrézy. In 1960 werd dit Société d’Estampage et de Forge Ardennes-Champagne (SEFAC). In 1968 verhuisde de productiesite naar buurgemeente Monthermé om in 1990 de deuren te sluiten. In 1980 werd de site in Levrézy opgekocht door de gemeente en werd het Musée de la Métallurgie Ardennaise geopend.

## Geografie
De oppervlakte van Bogny-sur-Meuse bedroeg op 1 januari 2022 23,16 vierkante kilometer; de bevolkingsdichtheid was toen 213,6 inwoners per km².
Château-Regnault-Bogny ligt noordwestelijk in de gemeente langsheen de Maas. Op de oostelijke oever van de Maas ligt Levrézy en zuidelijk daarvan op de westelijke oever Braux.
De onderstaande kaart toont de ligging van Bogny-sur-Meuse met de belangrijkste infrastructuur en aangrenzende gemeenten.

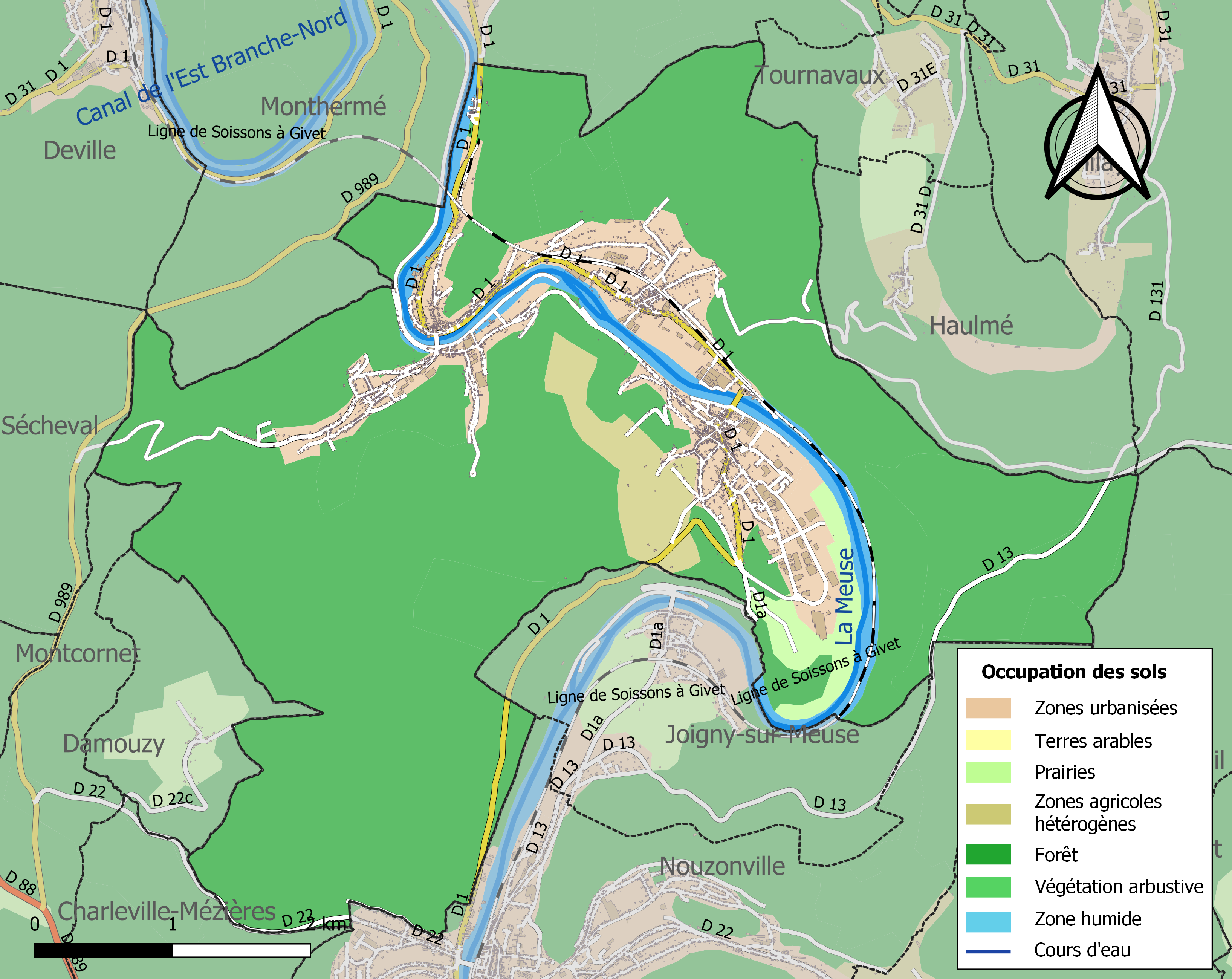

## Demografie
Onderstaande figuur toont het verloop van het inwonertal.
Vanwege een beveiligingsprobleem met de MediaWiki Graph-software is het momenteel niet mogelijk deze grafiek weer te geven. Zodra de software is bijgewerkt zal de grafiek vanzelf weer zichtbaar worden.

## Galerij

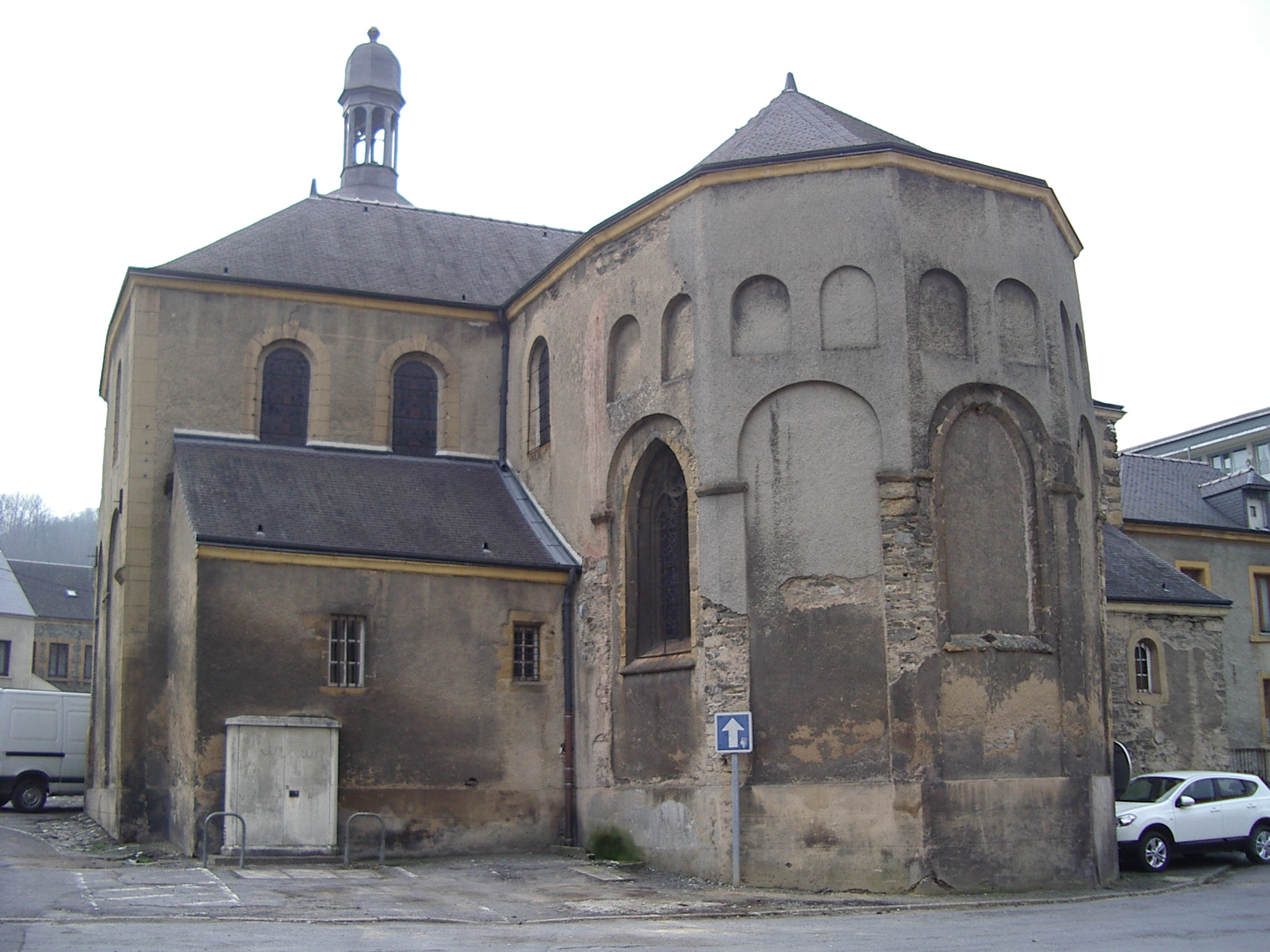
Kapittelkerk Saint-Vivent de Braux
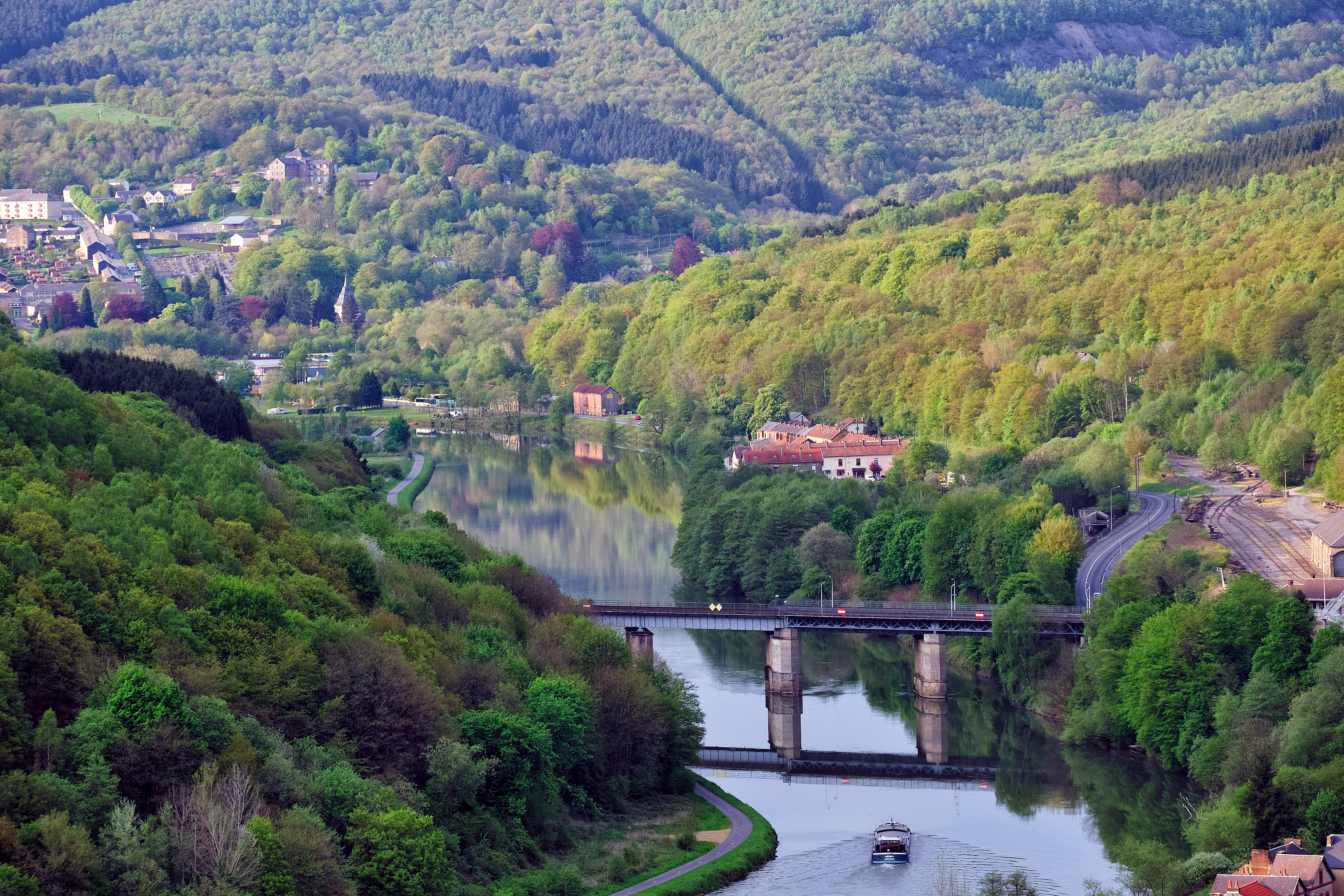
De Maasvallei met gezicht op Bogny en Monthermé
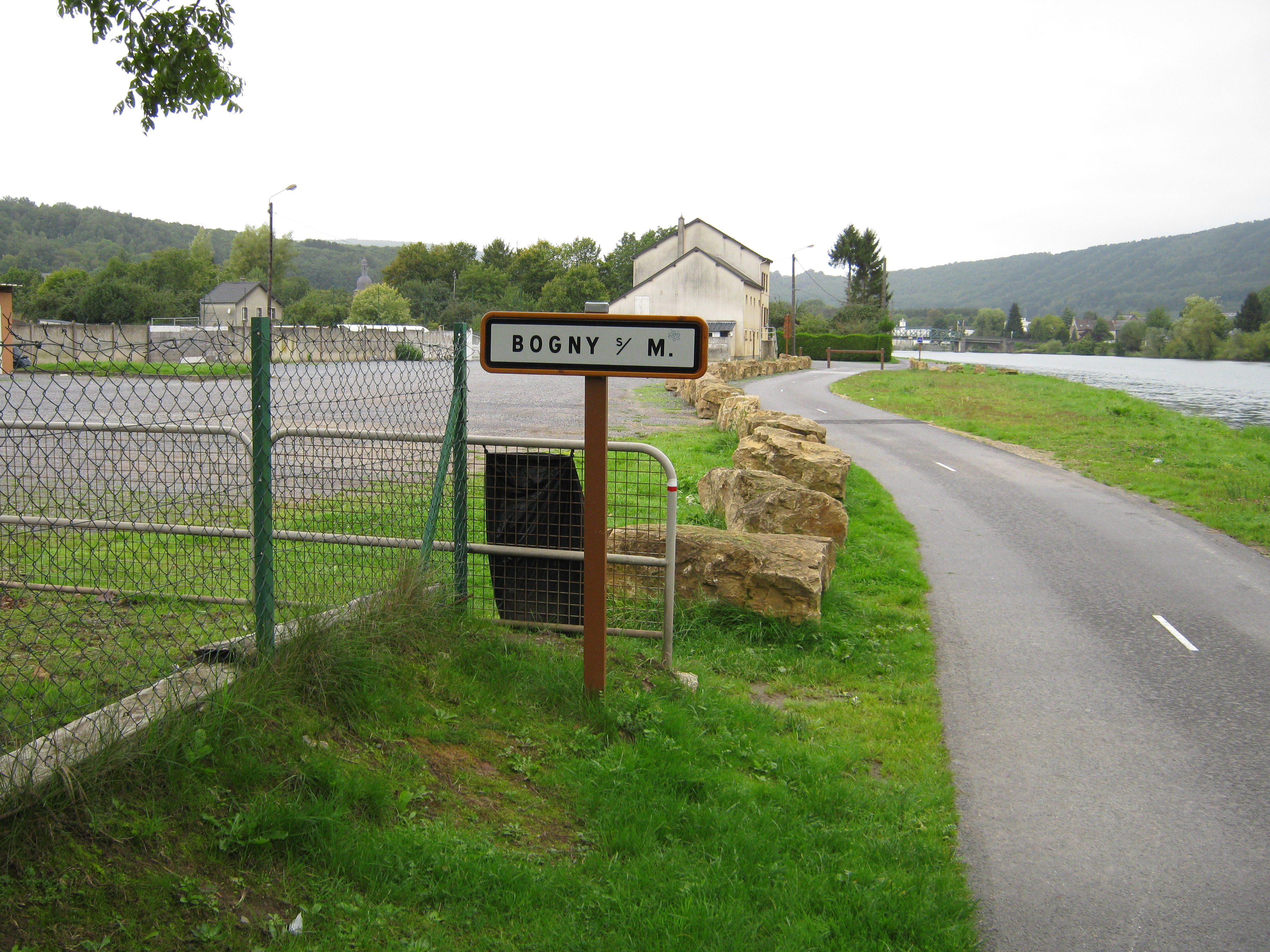
Voie Verte Trans-Ardennes, de toeristische fietsroute langs de Maas
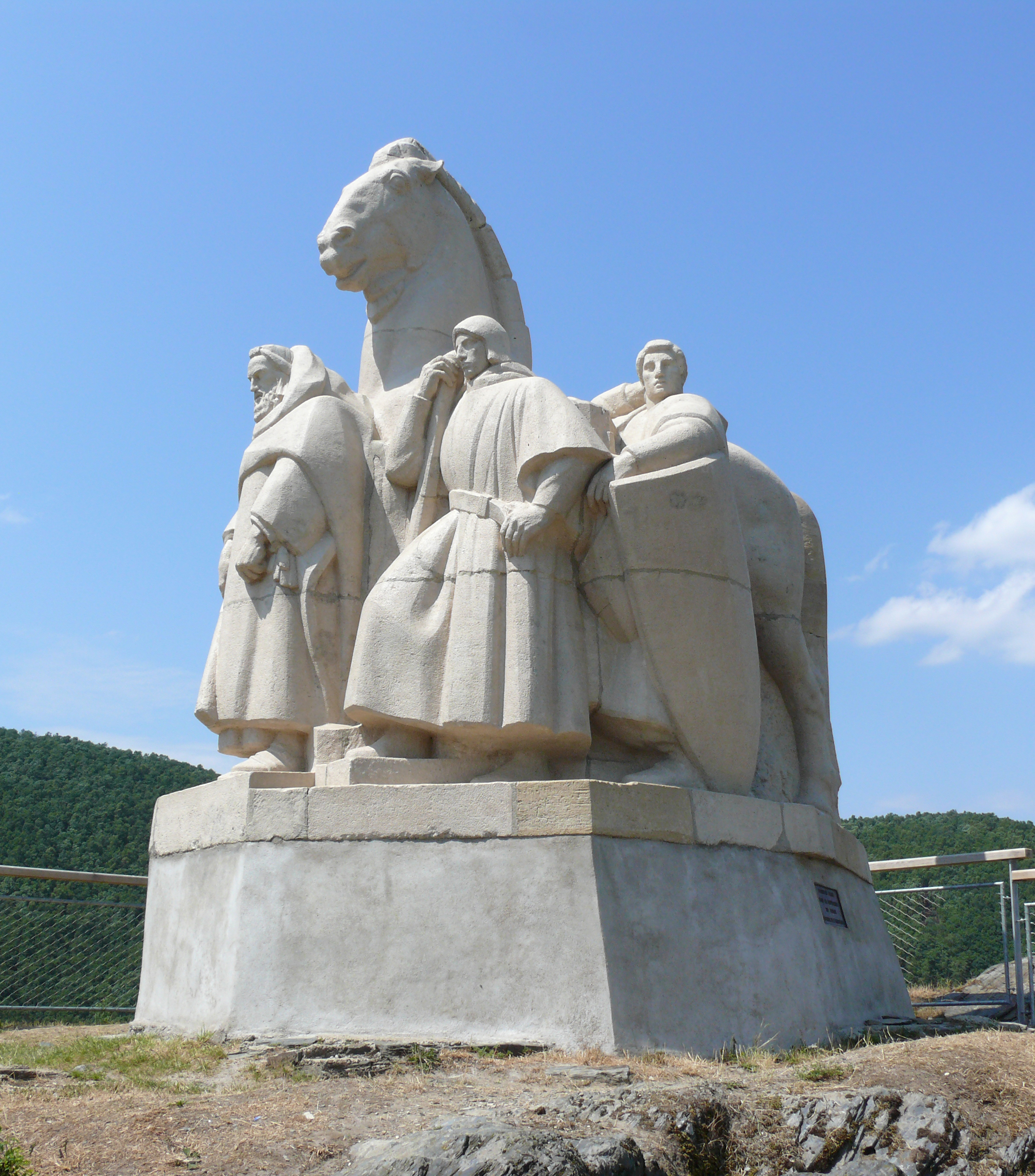
Standbeeld van de Vier Heemskinderen bij de ruïne van château Regnault
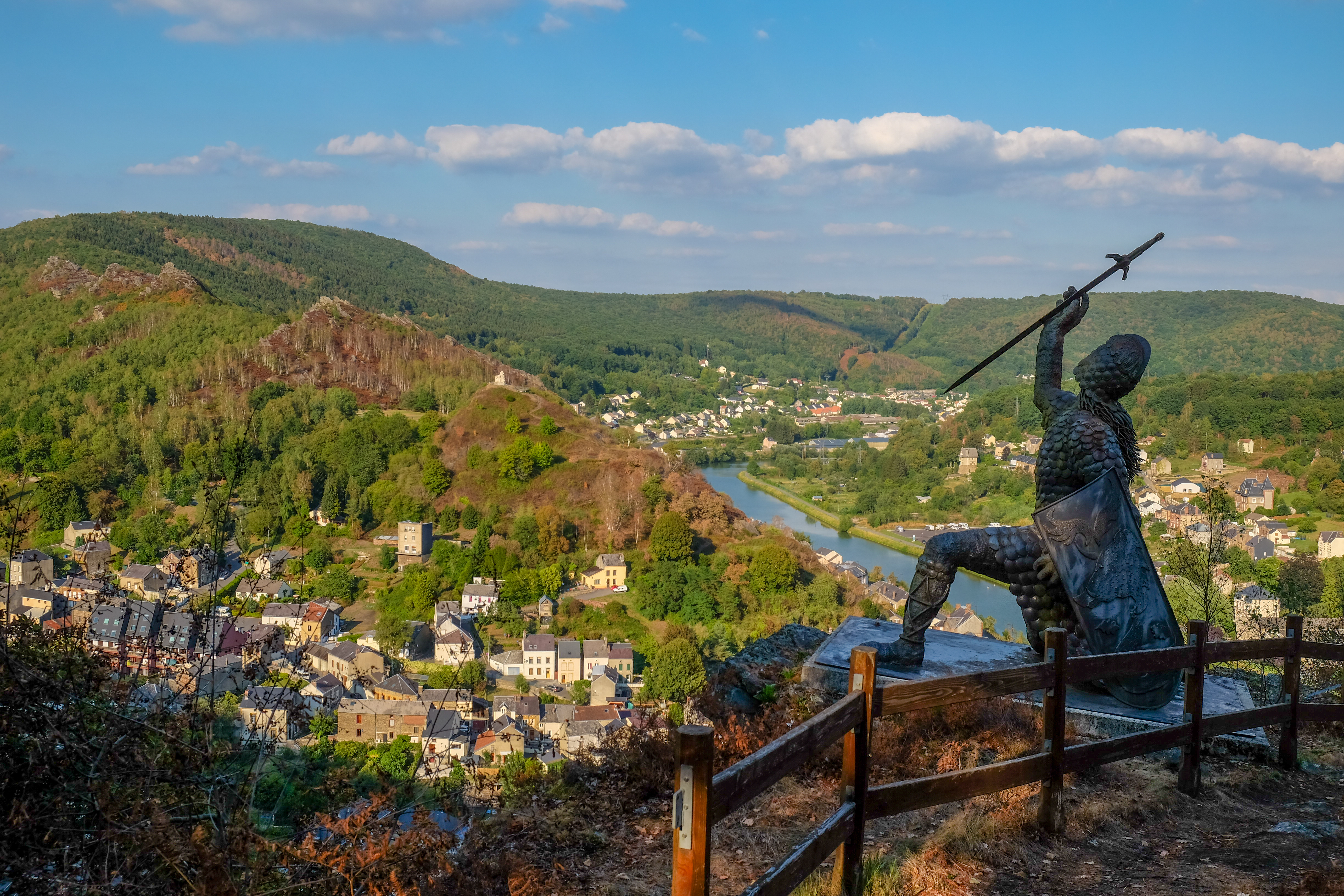
Roche de l'Hermitage
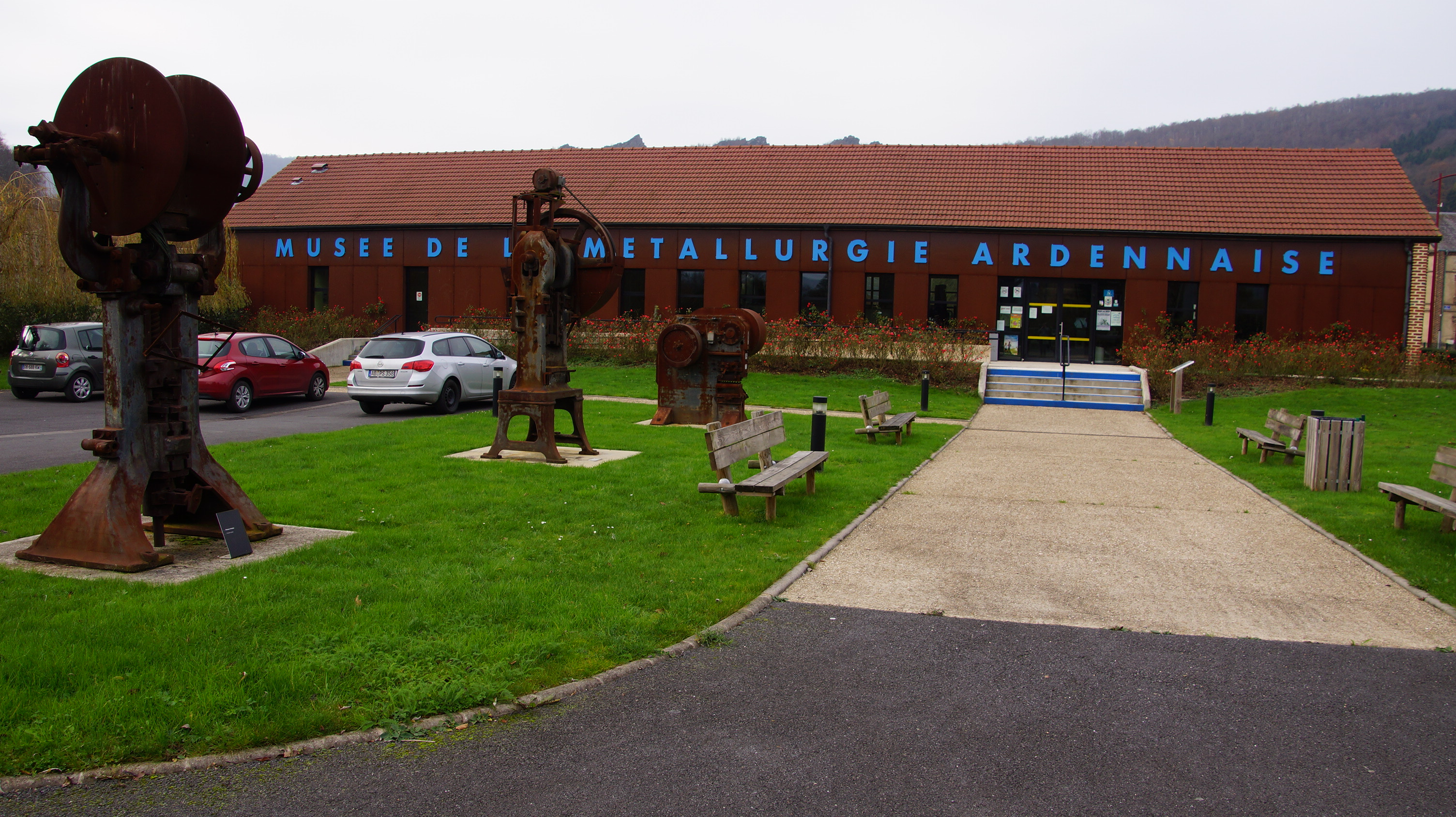
Musée de la Métallurgie Ardennaise

Bogny-sur-Meuse · Deville · Haulmé · Les Hautes-Rivières · Joigny-sur-Meuse · Laifour · Les Mazures · Montcornet · Monthermé · Renwez · Thilay · Tournavaux